# Trifluortrikloretan
Trifluortrikloretan (C2Cl3F3) är en haloalkan och går också under namnen CFC-113 och Freon 113.

## Användning
Den har använts i kemtvätt och som köldmedium i luftkonditionering och kylskåp, men är förbjuden sedan 1995 som en följd av Montrealprotokollet.

## Isomerer
Trifluortrikloretan har två isomerer; 1,1,2-trifluor-1,2,2-trikloretan och 1,1,1-trifluor-2,2,2-trikloretan. Den sistnämnda går under varunamnet CFC-113a.

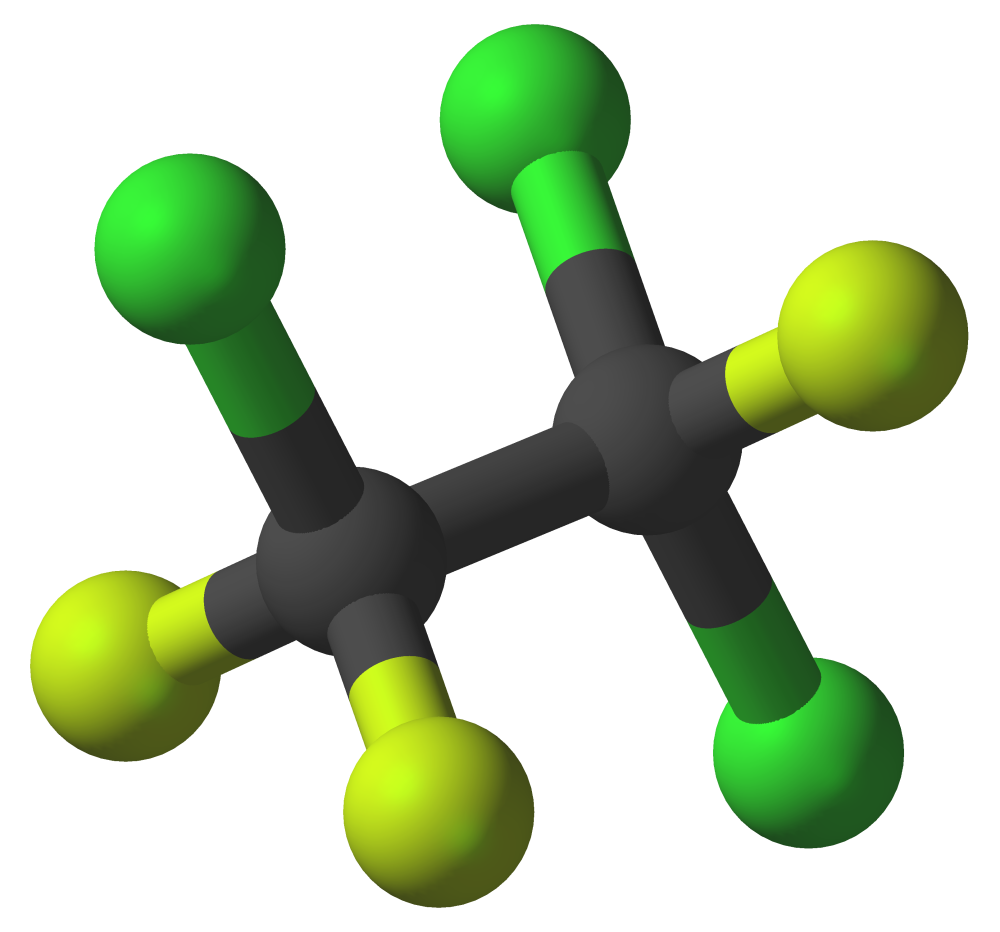
1,1,2-trifluor-1,2,2-trikloretan
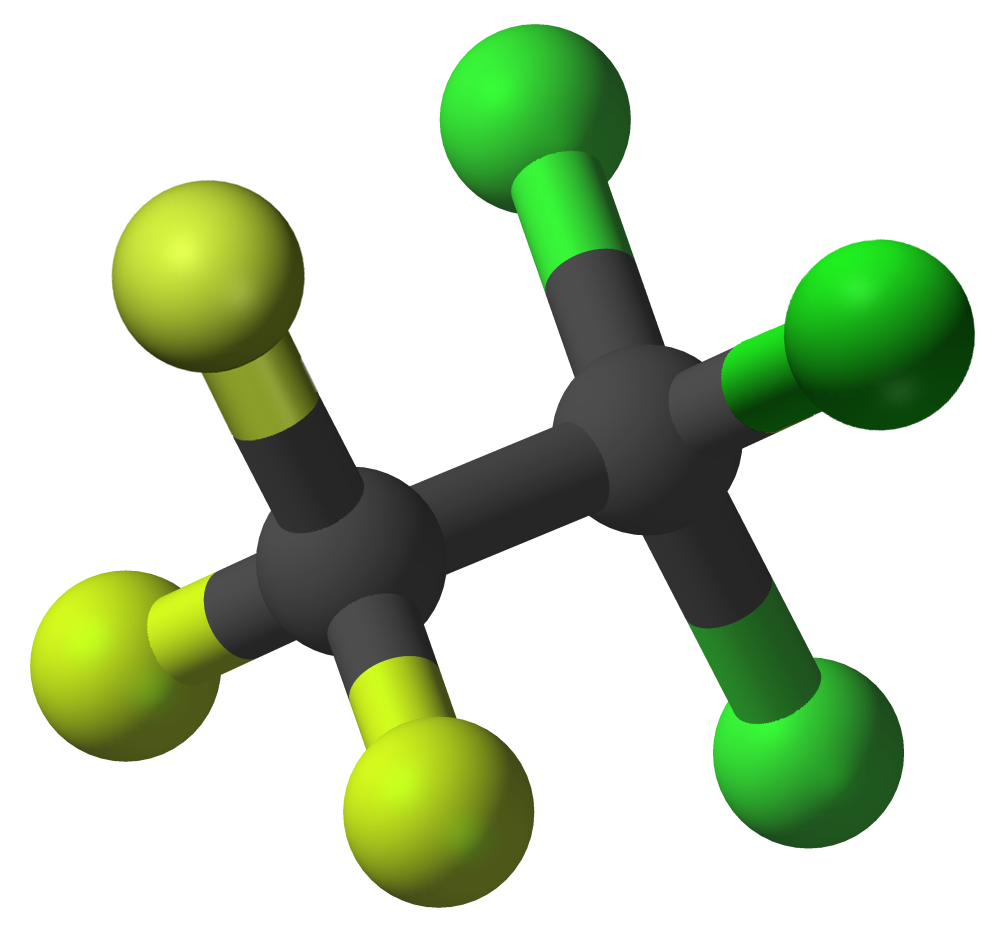
1,1,1-trifluor-2,2,2-trikloretan